# Der Marquis – der Mann, der sich verkaufen wollte
Der Marquis – der Mann, der sich verkaufen wollte (spanisch El marqués) ist ein spanisch-dänisches Filmdrama aus dem Jahr 1965 mit O. W. Fischer in der Titelrolle.

## Handlung
Der exzentrische und spielsüchtige Marquis Antonio de las Nieves ist gleichermaßen abgebrannt wie stolz. Da er sich nicht selbst umbringen will, vielmehr seine letzten sechs Lebensmonate in Saus und Braus verleben will, plant er seinen Abgang auf besonders bizarre Weise. Er wendet sich an eine Killerorganisation, das „Todeshändler-Syndikat“, das ihm eine große Geldsumme überlässt, während er im Gegenzug eine Lebensversicherung abschließt. Wenn ihn in einem halben Jahr der Auftragsmörder umbringen wird (wobei dies wie ein Unfall aussehen soll), kommt die Mordbande in den Genuss der Versicherungssumme.
Der Marquis erhält das Geld und beginnt damit, im Großraum Lissabon das Leben noch einmal in vollen Zügen zu genießen. Eines Tages lernt er die wunderschöne Elisa kennen, in die er sich sofort verliebt. Und plötzlich hat er auch noch Glück im Spiel! Der Marquis ändert nun seine Einstellung; ist es nicht viel schöner, Liebesglück zu erleben, als sein Leben für viel Geld hinzugeben? Doch wie soll er den Auftragsmörder nun davon abhalten, ihn demnächst umzubringen? Werden die Vertreter dieser Organisation, angeführt von einem gewissen Christopher Kay, darauf eingehen? Es ist schließlich die Polizei, die ihn im letzten Augenblick vor der eigens in Auftrag gegebenen Ermordung rettet.

## Produktionsnotizen
Der Marquis wurde 1965 in Lissabon und Estoril (Außenaufnahmen) gedreht und am 12. November 1965 in Deutschland und Österreich erstmals aufgeführt. Die Filmbauten stammten von Sigfrido Burmann.
Für Hauptdarsteller O. W. Fischer war sein Marquis die erste von drei Exzentriker-Rollen, die er bis zum endgültigen Ende seiner Filmkarriere 1969 spielen sollte. Es folgten ein U-Boot-Kapitän in Geh ins Bett, nicht in den Krieg und ein Lust-Graf in Liebesvögel.

## Kritiken
„Unbeholfen inszenierte, wenig attraktive Mischung aus psychologischen und kriminalistischen Bestandteilen.“

„Diese oft variierte, Motive verwendende Handlung wird nach gesellschaftsschildernden Details und O. W. Fischers eingehender Charakterisierung ihres Helden durch Verdichtung erst gegen Ende fesselnder[.]“

„Eine sehr seltsame Koproduktion.“

## Belege und weiterführende Informationen
1. ↑  Der Marquis – der Mann, der sich verkaufen wollte. In: Lexikon des internationalen Films. Filmdienst, abgerufen am 2. März 2017.
2. ↑  Der Marquis in Paimann’s Filmlisten (Memento vom 15. März 2016 im Internet Archive)

- Weitere Filmlinks:
- IMDb: Link |
- OFDb: Link |
- TMDb: Link |
- Letterboxd: Link |
- bearbeiten